# Rhyacophila shiraishiensis
Rhyacophila shiraishiensis är en nattsländeart som beskrevs av Kobayashi 1971. Rhyacophila shiraishiensis ingår i släktet Rhyacophila och familjen rovnattsländor. Inga underarter finns listade i Catalogue of Life.